# 檢舉達人

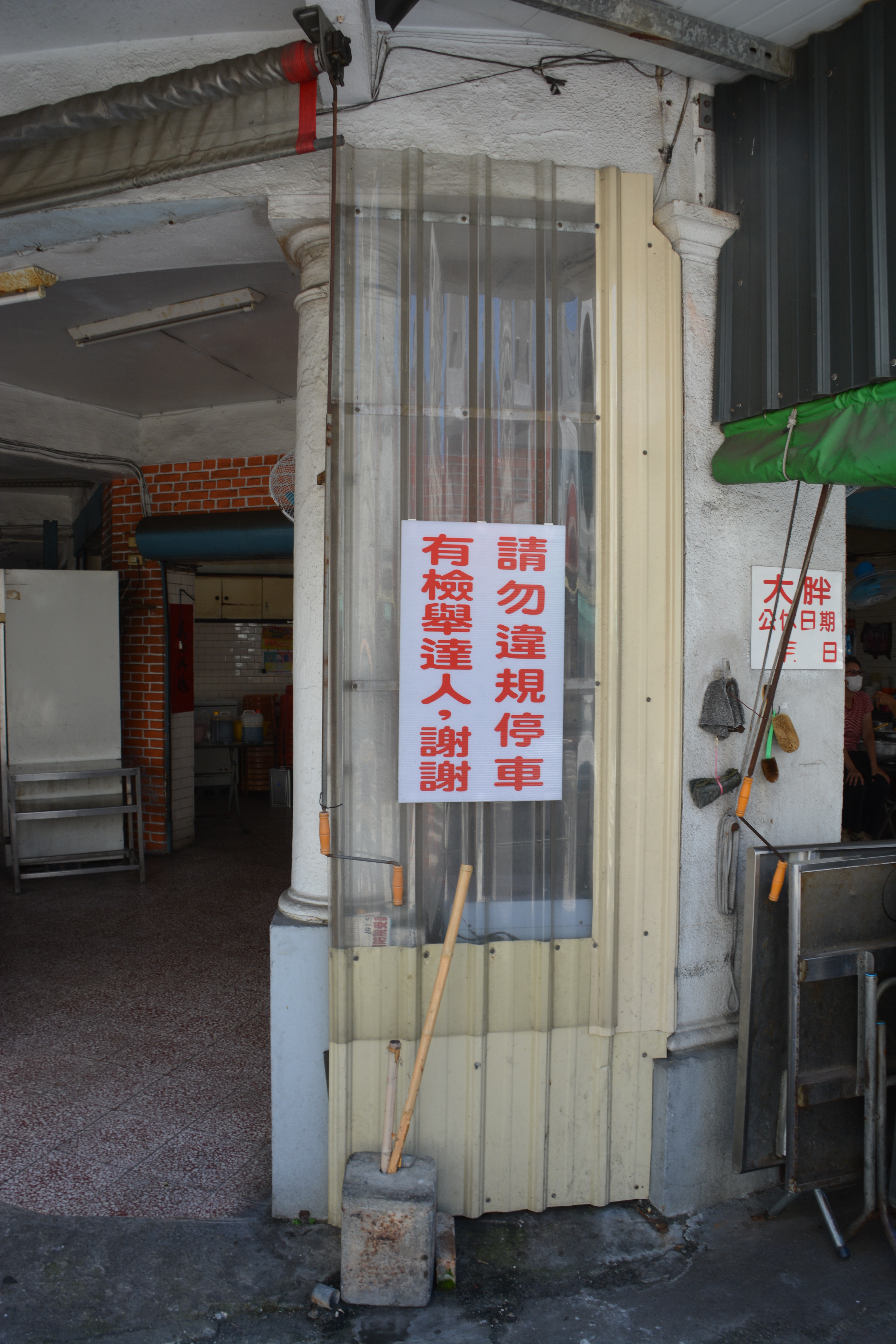
高雄街头的「請勿違規停車　有檢舉達人，謝謝」标语，摄于2024年7月。

在台灣，檢舉達人是指經常提供政府資料舉報違規的民眾。其中常指提供警察關於其他用路人交通違規的監視器錄影（行車紀錄器）畫面的民眾，或檢舉亂丟垃圾、煙蒂等違反廢棄物清理法之民眾。概念上即吹哨人，但「達人」為日語「專家」之意。因此與其他偶發性之檢舉傾倒工業廢土、檢舉排放廢水、檢舉逃漏稅等相較，有經常檢舉之意，常見於交通違規之檢舉。
不可否认，吹哨人或檢舉人對揭發弊案不可或缺。例如一個清潔隊正式隊員收120萬到150萬元不等而涉嫌「賣官」的北港鎮長蕭永義貪瀆案、前金門防衛指揮部少將參謀長林帝志貪瀆案，中油煉製事業部執行長徐漢涉嫌收賄案，均因檢舉才得以曝光。不過檢舉人常不受保護而下場淒慘，如戴立紳檢舉組織貪瀆，其他貪瀆者被判緩刑而仍可服公職，戴立紳本人卻被判免職而終身不得服公職。

## 緣起
檢舉達人的檢舉行為彌補了警力不足或政府不積極取締之缺失。有些法律規定檢舉人可獲獎金，例如檢舉環境污染及車輛排氣。交通違規之檢舉則無獎金。但檢舉達人部分過於頻繁之舉報引起被檢舉人反彈。
自2014年，有許多駕駛人會向警方提供諸如：蛇行、逼車及「無故突然減速煞車」等警察不易蒐證、動態危險駕駛行為的車記錄器畫面。
2014-2017年，台灣各地檢舉達人的人數及檢舉案件數量均有相當的成長。。2015年，高雄市博愛路的違規停車取締案成長十倍，但「經檢舉達人努力後，紅磚道上違停情況確實明顯改善」，而其他地區的檢舉案件也有明顯增加。
中華民國交通部在2018年2月計劃修法，規定檢舉人需具名，提供證件以供查證，必要時還會通知檢舉人出席說明。若檢舉人不予配合，不受理其檢舉事項。

## 爭議
然而近年因行車紀錄器盛行，許多機車騎士開始會在龍頭或是安全帽上安裝行車紀錄器，以利在發生事故時得以提供影像釐清肇事責任。但有駕駛人因曾被檢舉交通違規而心生困惑，或是不滿騎士安裝行車紀錄器的目的是檢舉其他用路人的違規，因此時常發生駕駛人攔下機車騎士質問，或是試圖搶奪騎士行車紀錄器的事件發生。
檢舉違規需要檢附個人資料，亦發生過員警因業務壓力，而挾怨公開民眾資料，甚至利用公權力勒索民眾的事情發生。

## 來源
1. ↑  . 自由時報電子報. 2017-07-11  [2018-02-15]. （原始内容存档于2021-01-30） （中文）.
2. ↑  自由時報. .   [2022-05-07]. （原始内容存档于2022-06-03）.
3. ↑  蘋果新聞網. .   [2022-05-07]. （原始内容存档于2022-05-31）.
4. ↑  自由時報. .   [2022-05-08]. （原始内容存档于2022-05-31）.
5. ↑  蘋果新聞網. .   [2022-05-25]. （原始内容存档于2022-06-04）.
6. ↑  公民行動. .   [2022-06-04]. （原始内容存档于2022-06-02）.
7. ↑  . 自由時報電子報. 2015-11-09  [2018-02-15]. （原始内容存档于2018-02-16） （中文）.
8. 1 2  . 自由時報電子報. 2018-01-16  [2018-02-15]. （原始内容存档于2020-08-20） （中文）.
9. ↑  . 自由時報電子報. 2015-07-29  [2018-02-15]. （原始内容存档于2018-12-08） （中文）. 一名婦人說，當地巷弄狹窄、停車位少，只好停在自家們前，卻一口氣挨罰6000元，甚至早、中、晚各被拍一次。有居民說，當地很多人都知道檢舉達人身分，也有人親自到他家拜託「留一條生路」，對方雖口頭答應，仍繼續拍照檢舉。
10. ↑  . 自由時報電子報. 2014-11-18  [2018-02-15]. （原始内容存档于2018-12-13） （中文）. 習慣交通違規的駕駛人得注意，你的違規行為可能已被其他看不慣的用路人蒐證。警政署統計，處罰惡意逼車及突然減速煞車新制，從今年四至十月共取締一三五件，其中有超過一半的案件，是民眾提供行車記錄器畫面，交由警方開罰。警政署交通組表示，蛇行、逼車及無故突然減速煞車等屬於動態的危險駕駛行為，警方蒐證不易。然而，近來有一些民眾會主動將車上行車記錄器錄下的影像，向警察檢舉，有助嚇阻民眾危險駕駛行為。
11. ↑  . 自由時報電子報. 2016-10-19  [2018-02-15]. （原始内容存档于2018-12-25） （中文）.
12. ↑  . 自由時報電子報. 2016-12-28  [2018-02-15]. （原始内容存档于2019-02-11） （中文）.
13. ↑  . 自由時報電子報. 2016-11-28  [2018-02-15]. （原始内容存档于2018-12-25） （中文）.
14. ↑  . 自由時報電子報. 2015-06-23  [2018-02-15]. （原始内容存档于2018-02-16） （中文）.
15. ↑  . 蘋果日報電子報. 2018-02-13  [2018-02-16]. （原始内容存档于2018-02-16） （中文）.
16. ↑  . ETtoday新聞雲. 2018-07-15  [2018-07-15]. （原始内容存档于2018-09-14） （中文）.
17. ↑  . TVBS NEWS. 2018-06-27  [2018-06-27] （中文）.
18. ↑  . ETtoday新聞雲. 2018-08-16  [2018-08-16]. （原始内容存档于2018-09-15） （中文）.
19. ↑  . TVBS NEWS. 2018-06-06  [2018-06-06] （中文）.